# Ankajos Mały
Ankajos Mały – Lelegijczyk z Samos; jeden z Argonautów. Postać z mitologii greckiej.